# 시다군 (시즈오카현)

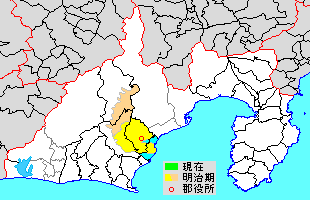
시즈오카현 시다군의 범위 (하늘색: 후에 다른 군에서 편입한 구역 연노랑: 후에 다른 군에 편입된 구역)

시다군(志太郡, しだぐん, しだのこおり)은 시즈오카현(스루가국)에 있던 군이다,

## 군역
1879년 행정 구역으로 발족 당시의 군역은 현재의 행정 구역으로 아래 구역에 해당한다.
- 후지에다시의 대부분
- 야이즈시의 일부
- 시마다시의 일부
- 하이바라군 가와네혼정의 일부

## 역사

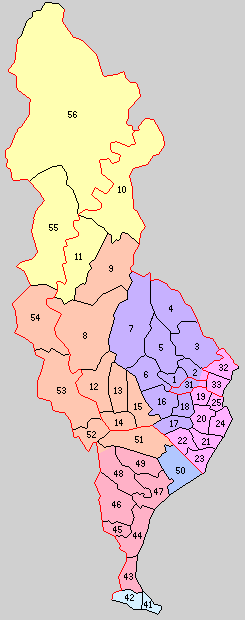
1.후지에다정 2.히로하타촌 3.오카베정 4.아사이촌 5.하나시촌 6.이나바촌 7.세토노야촌 8.이쿠미촌 9.사사마촌 10.히가시카와네촌 11.도쿠야마촌 12.오나가촌 13.오쓰촌 14.시마다정 15.로쿠고촌 16.아오지마촌 17.오스촌 18.다카스촌 19.도요다촌 20.오토미촌 21.시즈하마촌 22.아이카와촌 23.요시나가촌 24.와다촌 25.고가와촌 31.니시마시즈촌 32.히가시마시즈촌 33.야이즈촌 (보라: 후지에다시, 분홍: 야이즈시, 주황: 시마다시, 노랑: 하이바라군 가와네혼정 41-56은 하이바라군)

- 1889년 4월 1일 - 정촌제 시행으로, 아래의 정촌이 발족.(3정 22촌)
  - 후지에다정(藤枝町): 현 후지에다시
  - 히로하타촌(広幡村: 현 후지에다시, 야이즈시
  - 오카베정(岡部町): 현 후지에다시
  - 아사이촌(朝夷村): 현 후지에다시
  - 하나시촌(葉梨村): 현 후지에다시
  - 이나바촌(稲葉村): 현 후지에다시
  - 세토노야촌(瀬戸谷村): 현 후지에다시
  - 이쿠미촌(伊久身村): 현 시마다시
  - 사사마촌(笹間村): 현 시마다시
  - 히가시카와네촌(東川根村): 현 하이바라군 가와네혼정
  - 도쿠야마촌(徳山村): 현 하이바라군 가와네혼정
  - 오나가촌(大長村): 현 시마다시
  - 오쓰촌(大津村): 현 시마다시
  - 시마다정(島田町): 현 시마다시
  - 로쿠고촌(六合村): 현 시마다시
  - 아오지마촌(青島村): 현 후지에다시
  - 오스촌(大洲村): 현 후지에다시
  - 다카스촌(高洲村): 현 후지에다시
  - 도요다촌(豊田村): 현 야이즈시
  - 오토미촌(大富村): 현 야이즈시
  - 시즈하마촌(静浜村): 현 야이즈시
  - 아이카와촌(相川村): 현 야이즈시
  - 요시나가촌(吉永村): 현 야이즈시
  - 와다촌(和田村): 현 야이즈시
  - 고가와촌(小川村): 현 야이즈시
  - 이타가와촌은 마시즈군 니시마시즈촌의 일부이 됨.
- 1891년 6월 11일 - 아사이촌이 아사히나촌(朝比奈村)으로 개칭.
- 1896년 4월 1일 - 군제 시행에 따라 시다군·마시즈군을 폐지하고 시다군을 설치. 니시마시즈촌(西益津村)·히가시마시즈촌(東益津村)·야이즈촌(焼津村)이 시다군 소속이 됨.(4정 24촌)
- 1901년 6월 28일 - 야이즈촌이 정제 시행으로 야이즈정(焼津町)이 됨.(4정 24촌)
- 1922년 1월 1일 - 아오지마촌이 정제 시행으로 아오지마정(青島町)이 됨.(5정 23촌)
- 1948년 1월 1일 - 시마다정이 시제 시행으로 시마다시(島田市)가 되어, 군에서 이탈.(4정 23촌)
- 1951년 3월 1일 - 야이즈정이 시제 시행으로 야이즈시(焼津市)가 되어, 군에서 이탈.(3정 23촌)
- 1952년 10월 1일 - 고가와촌이 정제 시행으로 고가와정(小川町)이 됨.(4정 22촌)
- 1953년 11월 1일 - 도요다촌이 야이즈시에 편입.(4정 21촌)
- 1954년
  - 1월 1일 - 후지에다정·니시마시즈촌이 합병하여, 새로이 후지에다정이 발족.(4정 20촌)
  - 3월 31일 - 아오지마정·다카스촌·이나바촌·오스촌·하나시촌 및 후지에다정의 대부분이 합병하여, 후지에다시(藤枝市)가 발족, 군에서 이탈. 후지에다정의 일부는 야이즈시에 편입.(2정 16촌)
- 1955년
  - 1월 1일(1정 9촌)
    - 로쿠고촌·오쓰촌·오나가촌이 시마다시에 편입.
    - 고가와정·히가시마시즈촌·오토미촌·와다촌이 야이즈시에 편입.
    - 이쿠미촌의 일부가 시마다시, 잔여부가  하이바라군 시모카와네촌에 분할 편입.

  - 2월 15일 - 세토노야촌이 후지에다시에 편입.(1정 8촌)
  - 2월 26일 - 사사마촌이 하이바라군 시모카와네촌에 편입.(1정 7촌)
  - 3월 31일(2정 3촌)
    - 오카베정·아사히나촌이 합병하여, 새로이 오카베정이 발족.
    - 시즈하마촌·아이카와촌·요시나가촌이 합병하여, 오이가와정(大井川町)이 발족.
- 1956년 9월 30일(2정 1촌)
  - 도쿠야마촌이 하이바라군 나카카와네촌에 편입.
  - 히가시카와네촌이 하이바라군 가미카와네촌과 합병하여 하이바라군 혼카와네정가 발족, 군에서 이탈.
- 1957년 4월 1일 - 히로하타촌의 대부분이 후지에다시, 일부가 야이즈시에 분할 편입.(2정)
- 2008년 11월 1일 - 오이가와정이 야이즈시에 편입.(1정)
- 2009년 1월 1일 - 오카베정이 후지에다시에 편입. 이날 시다군은 폐지됨.